# أوبوس كوادراتوم
أوبوس كوادراتوم (باللاتينية: Opus quadratum) هي تقنية رومانيّة قديمة، حيث توضع الكتل الحجريّة المُربَّعة ذات الارتفاع المتساوي بشكل مداميك متوازية، وغالبًا دون استخدام المونة.
تم البدء باستخدام هذه التقنية في القرن الرابع أو السادس قبل الميلاد، كما وصفها المعمار والكاتب الروماني فيتروفيوس في كتابه. ولقد استمر استخدام هذه التقنية طوال عصر الإمبراطورية الرومانية، حتى بعد إدخال المونة. لقد كان الحجر أو الطوب بهذه التقنية يُصقل تدريجيًا من أجل انتظام أكثر للقطع وترتيب أكثر وضوحًا للكتل. وقد كانت هذه التقنية مُخصَّصة للمباني ذات المكانة الخاصة. وكثيرًا ما كانت تُستخدم بالإضافة إلى تقنيات أخرى.
يمكن لعلماء الآثار تحديد تاريخ هذه التقنية عبر معرفة نوع الحجر وحجم كتلة الطوب والطريقة التي وُضعت بها.

## أمثلة

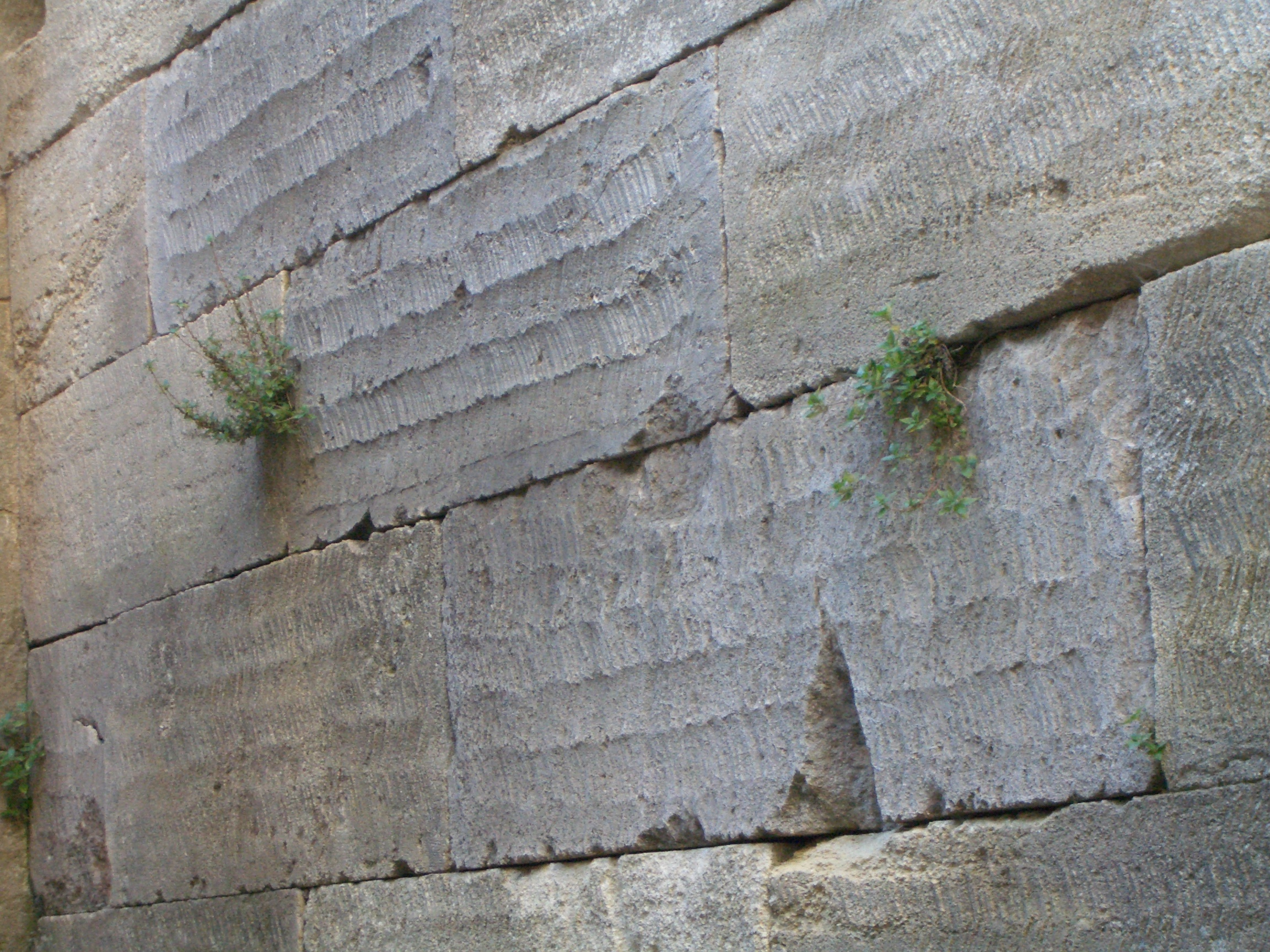
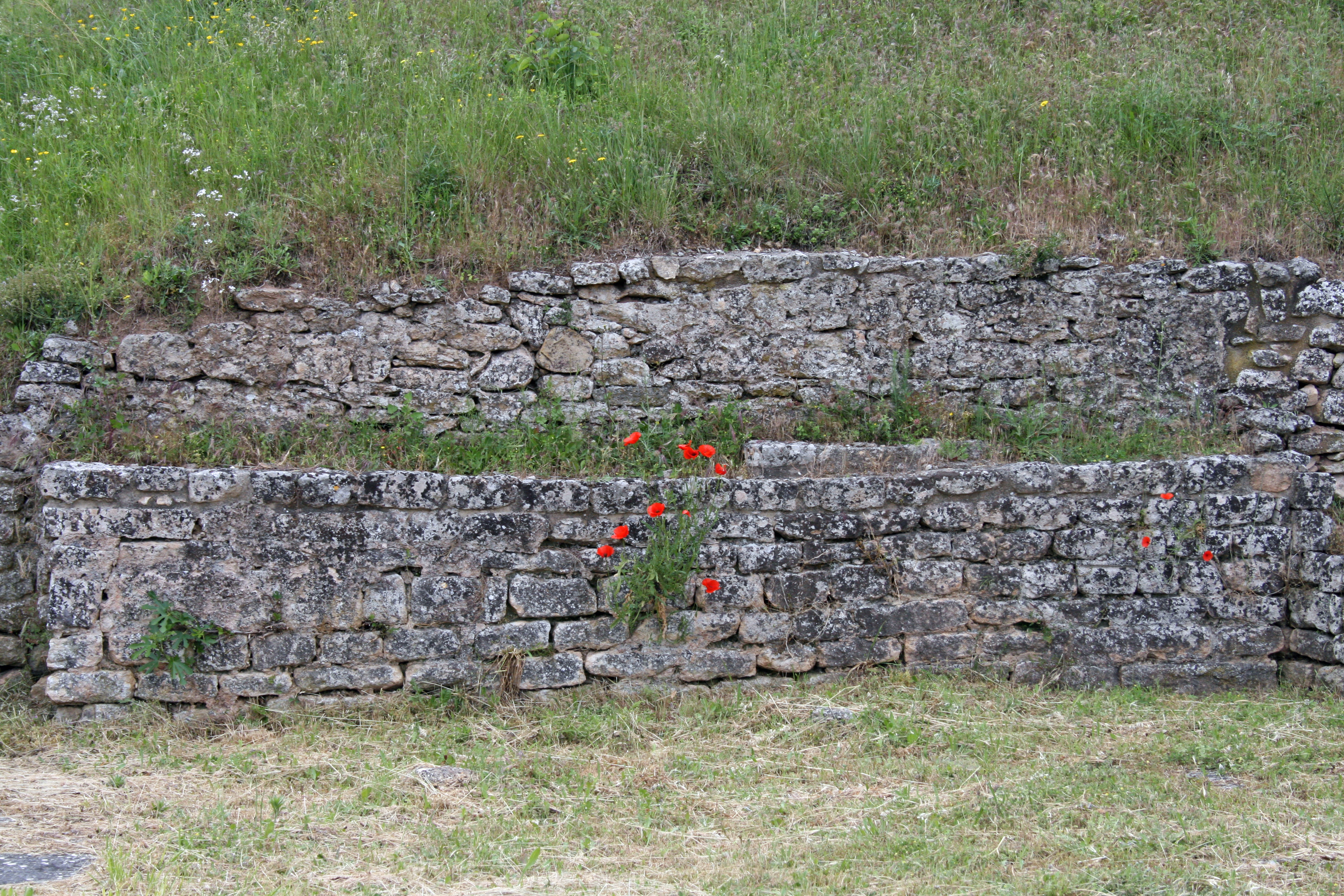
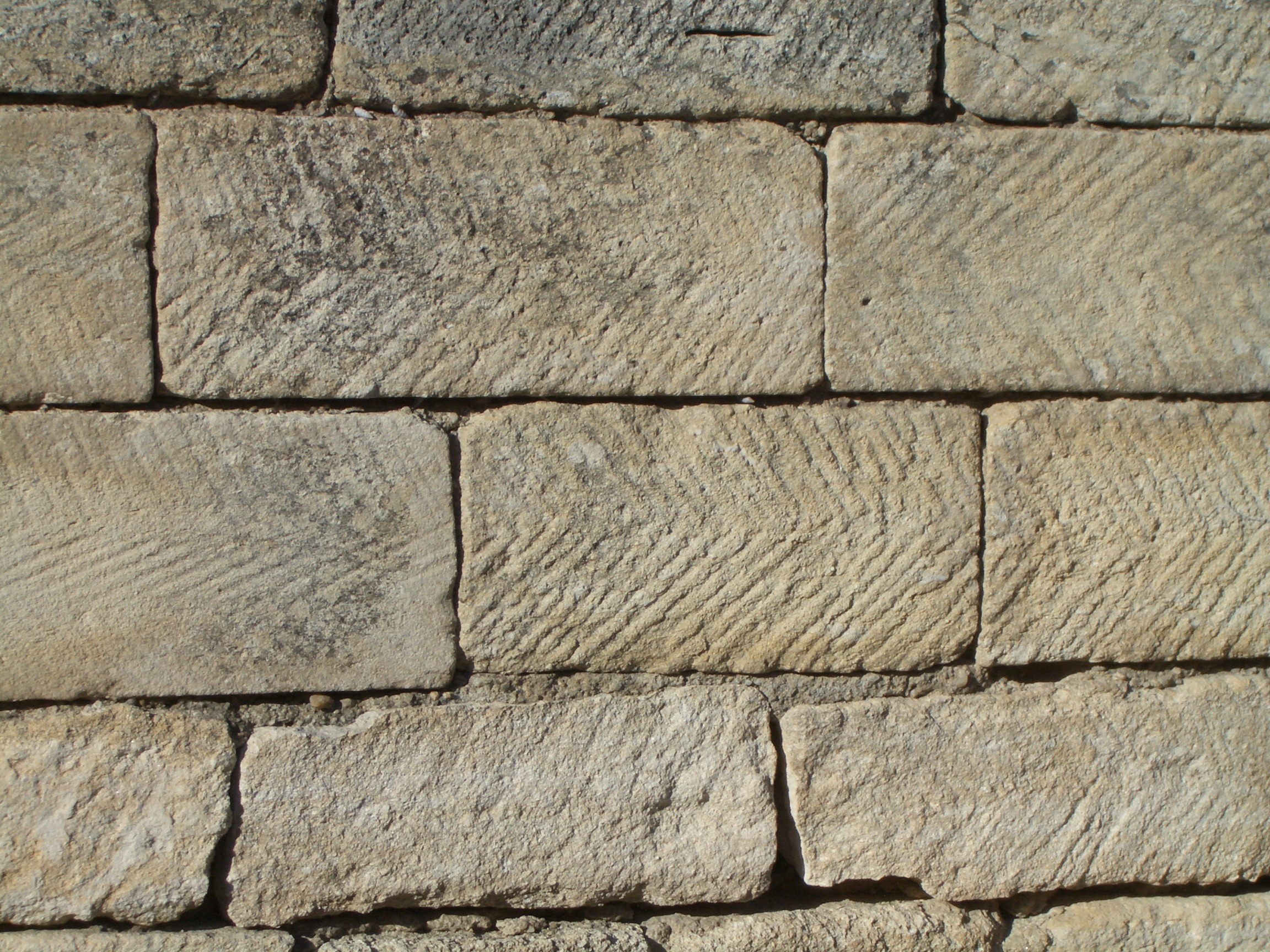
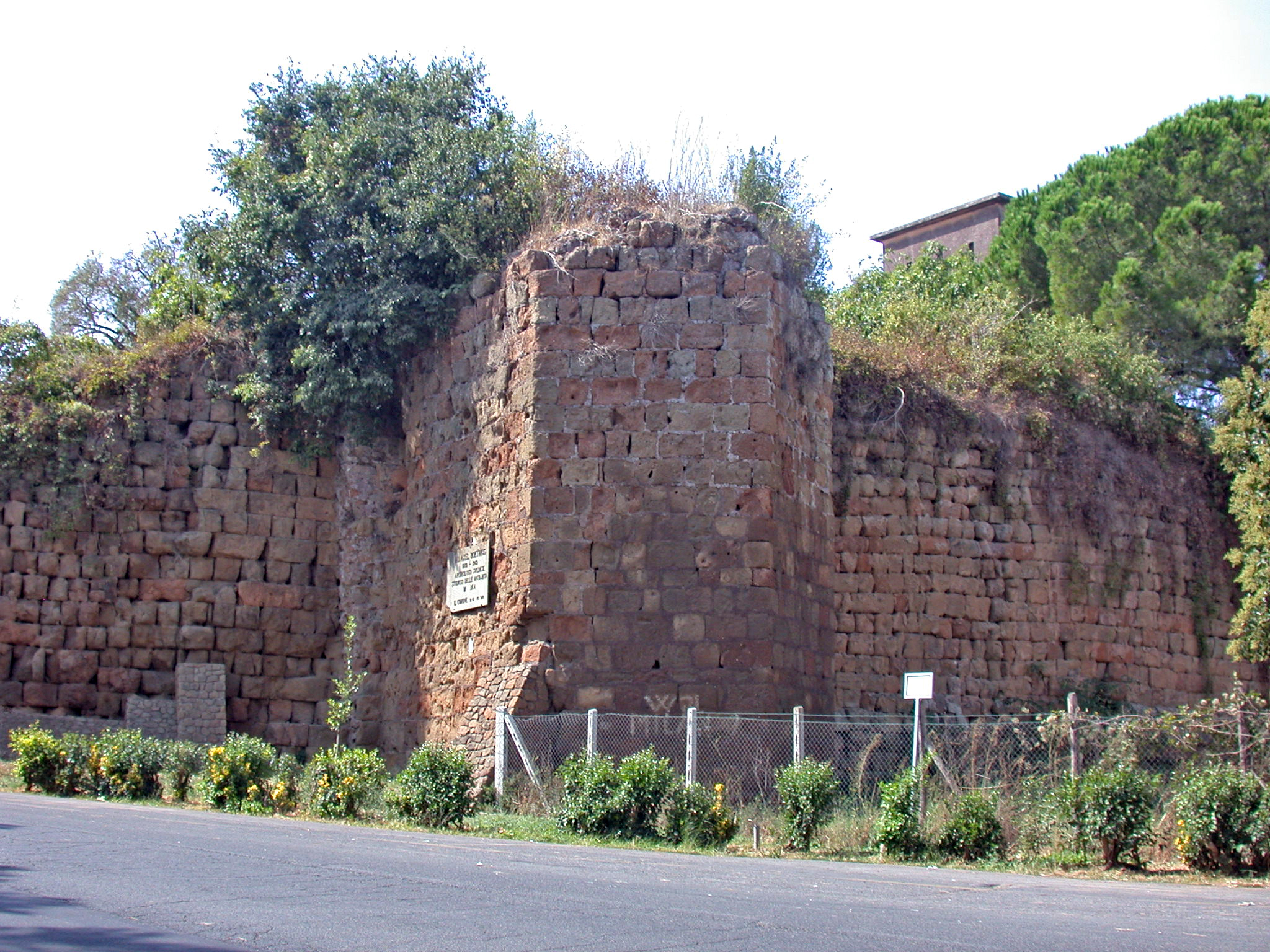

## انظر أيضًا

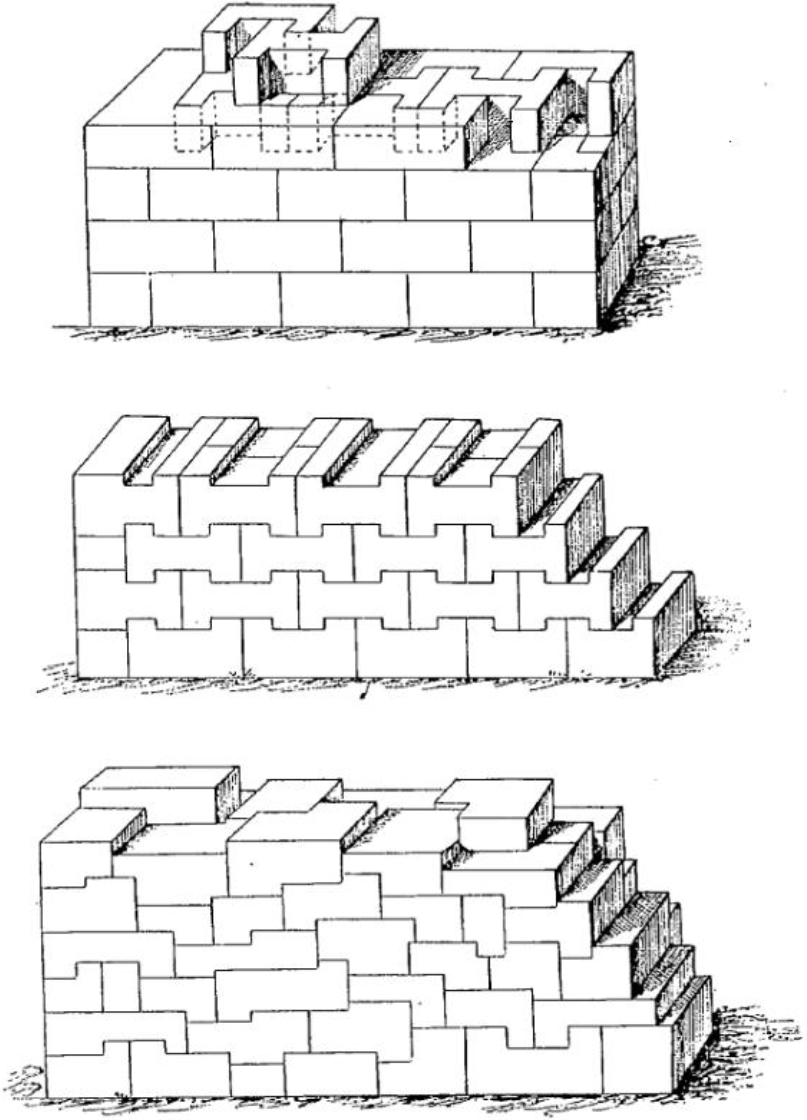
تكوينات مختلفة من أشكال الحجر الكبير.

## وصلات خارجية
- استخدام الخرسانة الرومانية - أوبوس كامينتيكيوم (بالإنجليزية)
- معجم أوكسفورد للعمارة - النسخة الثالثة: أوبوس (بالإنجليزية)